# Eleonora Sasko-Eisenašská
Eleonora Sasko-Eisenašská (Eleonora Erdmuthe Luisa; 13. dubna 1662, Friedewald – 9. září 1696, Pretzsch) byla německá princezna z rodu Wettinů a sňatkem nejdříve braniborsko-ansbašskou markraběnkou a posléze saskou kurfiřtkou.

## Život
Eleonora se narodila jako nejstarší dítě Jana Jiřího I. Sasko-Eisenašského a Johannetty ze Sayn-Altenkirchenu. Z jejích sedmi mladších sourozenců se čtyři dožili dospělosti: Fridrich August, dědičný princ sasko-eisenašský, vévoda Jan Jiří II. Sasko-Eisenašský, Jan Vilém III. Sasko-Eisenašský a Frederika Alžběta Sasko-Eisenašská.
4. listopadu 1681 se devatenáctiletá Eleonora v Eisenachu stala druhou manželkou Jana Fridricha Braniborsko-Ansbašského.
Po smrti prvního manžela (22. března 1686) vláda v Braniborsko-Ansbachu přešla na jejího nevlastního syna Kristiána Albrechta, za něhož vládl kvůli jeho nízkému věku regent. Protože Eleonora neměla s nevlastními dětmi od počátku dobré vztahy, přestěhovala se s vlastními dětmi do Crailsheimu, kde s nimi žila v chudobě; krátce nato se sama vrátila do rodného Eisenachu, zatímco děti poslala do Berlína, kde se staly společníky kurfiřtského braniborského prince Fridricha Viléma. V listopadu 1691 přijela do Berlína také Eleonora, kde se aktivně podílela na sjednání svého druhého manželství.

### Saská kurfiřtka
17. dubna 1692 se třicetiletá Eleonora v Lipsku podruhé provdala za o šest let mladšího Jana Jiřího IV. Saského a odstěhovala se i s dětmi do Drážďan k saskému dvoru. Svatba byla uzavřena na naléhání braniborského kurfiřta Fridricha III. (který si chtěl zajistit spojenectví se Saskem) a saské kurfiřtky vdovy Anny Žofie Dánské, zdánlivě proto, aby zajistila legitimní dědice saského kurfiřtství, ale ve skutečnosti aby ukončila styky mezi svým synem a jeho milenkou Magdalénou Sibylou "Billou" z Neidschutz.
Svazek se ukázal jako neúspěšný; Jan Jiří IV. žil otevřeně s Billou, která se tak stala první oficiální milenkou saského kurfiřta, zatímco Eleonora byla odsunuta na oficiální kurfiřtské sídlo Hofe. Navíc kurfiřtka prodělala během druhého manželství dva potraty, v srpnu 1692 a v únoru 1693, a v prosinci 1693 falešně otěhotněla. V roce 1693 se začaly u saského dvora šířit řeči o tom, že Eleonora není kurfiřtovou právoplatnou manželkou, protože byl panovník v době sňatku již ženatý s Billou. Dokonce se našel dokument potvrzující uzavření svatební smlouvy mezi saským kurfiřtem a jeho milenkou, ale Jan Jiří IV. (pravděpodobně ze strachu před hněvem Hohenzollernů) prohlásil, že tuto smlouvu nepovažuje za formální sňatek, a že byla vytvořena pouze za účelem legitimace jeho potomka s Billou. Nicméně po celou dobu svého manželství chtěl Jan Jiří IV. zoufale legitimizovat vztah se svou milenkou a snažil se zbavit své ženy a jejích dětí; ze strachu o život svůj i svých dětí Eleonora opustila Hofe a usadila se v Pretzschu. Během této doby se Eleonora svěřila anglickému diplomatovi Georgi Stepneymu, který o ní a saském dvoře obsáhle psal.

### Pozdější život
Jan Jiří IV. zemřel 27. dubna 1694 na neštovice, kterými se nakazil od umírající Billy. Nový saský kurfiřt, mladší bratr Jana Jiřího, Fridrich August, dovolil ovdovělé Eleonoře a jejím dětem zůstat v Pretzschu, kde žili až do Eleonořiny smrti o dva roky později, 9. září 1696. Pohřbena byla v katedrále ve Freibergu.
Po její smrti byly děti poslány zpět do Ansbachu ke dvoru svého nevlastního bratra Jiřího Fridricha II., který se stal novým braniborsko-ansbašským markrabětem po smrti Kristána Albrechta v roce 1692. Jiří Fridrich, stejně jako jeho předchůdce, byl nezletilý a vládl pod regentstvím, které se málo zajímalo o výchovu dětí. Eleonořin syn Vilém Fridrich zůstal v Ansbachu a po smrti svého bratra v roce 1703 zdědil markrabství; Eleonořina dcera Karolina byla poslána do Berlína na zámek Charlottenburg do péče braniborského kurfiřta Fridricha III. a jeho manželky Žofie Šarloty Hannoverské, která byla Eleonořinou přítelkyní.

## Potomci
Eleonora měla s prvním manželem tři děti:
- Karolina z Ansbachu (1. března 1683 – 20. listopadu 1737), ⚭ 1705 Jiří II. Britský (9. listopadu 1683 – 25. října 1760), panovník Království Velké Británie a Irska, vévoda brunšvicko-lüneburský, kurfiřt Svaté říše římské od roku 1727 až do své smrti
- Fridrich August Braniborsko-Ansbašský (3. ledna 1685 – 30. ledna 1685)
- Vilém Fridrich Braniborsko-Ansbašský (8. ledna 1686 – 7. ledna 1723), ⚭ 1709 Kristýna Šarlota Württembersko-Winnentalská (1694–1729)